# Tweede Birmaanse koninkrijk
Het Tweede Birmaanse koninkrijk was een koninkrijk in Myanmar tussen 1539 en 1752.  Het rijk ontstond als een kleine Birmaanse staat in Toungoo, dat profiteerde van de oorlogen tussen de Shan en de Mon. Het onderwierp beide staten: in 1539 veroverde het Pegu en in 1555 Ava. Daarmee stichtte koning Bayinnaung het Tweede Birmaanse koninkrijk  met als hoofdstad Pegu. Hij voerde ook oorlogen tegen Siam (Thailand) en veroverde in 1569 de Thaise hoofdstad Ayutthaya, maar de veroveringen hielden niet lang stand. In 1635 werd de hoofdstad overgebracht van Pegu naar Ava. In 1740 kwamen de Mon in opstand en verjoegen de Birmanen uit de delta van de Irrawaddy en daarna, in 1752, uit Ava en maakten daarmee een einde aan het Tweede Birmaanse koninkrijk.